# Andrena alceae
Andrena alceae är en biart som beskrevs av Laberge 1986. Andrena alceae ingår i släktet sandbin, och familjen grävbin. Inga underarter finns listade i Catalogue of Life.